# Eremaeozetes louisae
Eremaeozetes louisae är en kvalsterart som beskrevs av Schatz 2003. Eremaeozetes louisae ingår i släktet Eremaeozetes och familjen Eremaeozetidae. Inga underarter finns listade i Catalogue of Life.